# Turn Up That Dial
Turn Up That Dial è il decimo album in studio del gruppo musicale statunitense Dropkick Murphys, pubblicato nel 2021.

## Tracce
1. Turn Up That Dial – 3:42
2. L-EE-B-O-Y – 3:23
3. Middle Finger – 2:35
4. Queen of Suffolk County – 3:51
5. Mick Jones Nicked My Pudding – 2:40
6. H.B.D.M.F. – 4:07
7. Good as Gold – 3:20
8. Smash Shit Up – 3:49
9. Chosen Few – 3:31
10. City by the Sea – 3:47
11. I Wish You Were Here – 4:21

## Formazione
- Al Barr – voce
- Tim Brennan – chitarra, voce
- Ken Casey – voce
- Jeff DaRosa – banjo, mandolino, chitarra acustica, voce
- Matt Kelly – batteria, percussioni, voce
- James Lynch – chitarra, voce